# Hronsek
Hronsek (em húngaro:  Garamszeg) é um município da Eslováquia localizado no distrito de Banská Bystrica, região de Banská Bystrica.

## Demografia
| Ano:        | 1994 | 2004    | 2014   | 2024   |
| ----------- | ---- | ------- | ------ | ------ |
| Broj ljudi: | 532  | 606     | 661    | 662    |
| Razlika:    |      | +13,90% | +9,07% | +0,15% |

| Ano:               | 2023 | 2024   |
| ------------------ | ---- | ------ |
| Número de pessoas: | 655  | 662    |
| Diferença:         |      | +1,06% |